# بوب هنريكس
بوب هنريكس (بالإنجليزية: Bob Henriques)‏ هو صحفي ومصور أمريكي، ولد في 1 فبراير 1930، وتوفي في 2011.

## وصلات خارجية
- بوب هنريكس على موقع IMDb (الإنجليزية)